# Matthias Pöhm

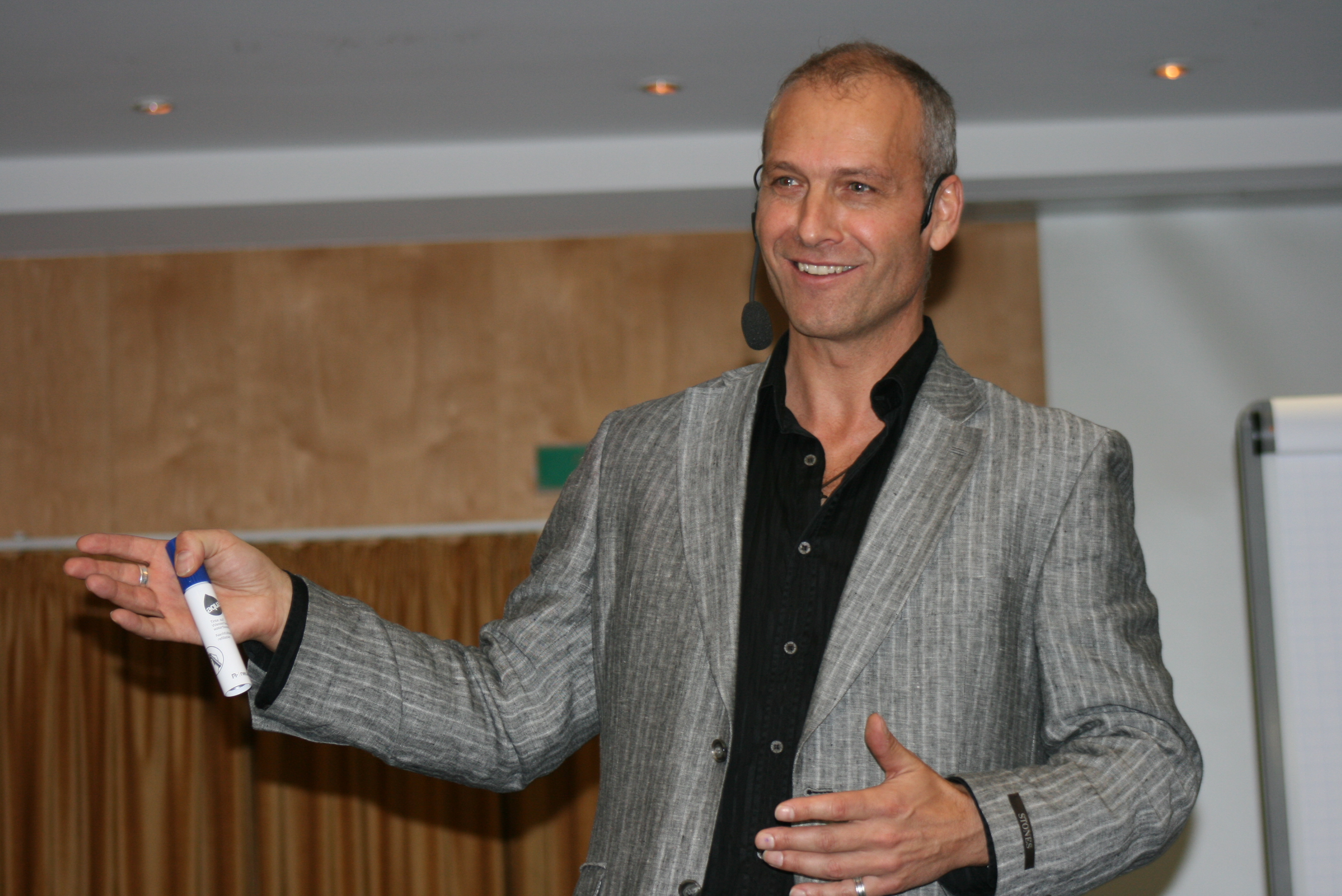
Matthias Pöhm (2007)

Matthias Pöhm (* 9. Januar 1960 in Lohr am Main) ist ein freiberuflicher Rhetoriktrainer. Zudem arbeitet er als freier Schriftsteller.
Pöhm wurde als jüngstes von neun Kindern geboren. Er absolvierte zunächst ein Studium der Nachrichtentechnik, bevor er sich 1997 selbständig machte. Er lebt in Bonstetten bei Zürich.
Zur Rhetorik kam der Ingenieur auf Umwegen: Nach eigenen Angaben hatte er 1990 ein Schlüsselerlebnis, als er bei einer Betriebsversammlung unvorbereitet zum Reden aufgefordert wurde. Die Erfahrung, spontan vor einer größeren Gruppe zu sprechen, habe ihn veranlasst, Rhetorik-Kurse zu besuchen und das öffentliche Reden zu üben. 1997 machte er sich als Trainer selbständig.
Matthias Pöhm lehrt Techniken für spontanes, freies Reden, Körpersprache und Schlagfertigkeit. Schlagfertigkeit heißt für ihn vor allem, spontan „Verbalangriffe“ parieren zu können.
Er war 7 Jahre ehrenamtlich in der Schweiz bei der Karlheinz-Böhm-Stiftung „Menschen für Menschen“ im Stiftungsrat tätig und der Gründer der schweizerischen Anti-Powerpoint-Partei.

## Veröffentlichte Bücher (Auswahl)
- Präsentieren Sie noch oder faszinieren Sie schon? 2013, Pöhm Seminarfactory, ISBN 978-3952395042.
- Ich kann euch alle haben – Der entschlüsselte Verführungscode. 2013, www.poehm.com Verlag. ISBN 978-3-952-3950-5-9.
- Schlagfertig auf dem Schulhof. Wie man Großmäulern clever Paroli bietet. 2011, www.poehm.com Verlag. ISBN 978-3-9523680-2-2.
- Kontern in Bildern – Schlagfertig antworten in Metaphern. 2007, MVG Verlag. ISBN 978-3-636-06301-4.
- Frauen kontern besser. 2006, MVG Verlag. ISBN 3-636-06268-9.
- Nicht auf den Mund gefallen. 2000, MVG Verlag. ISBN 3-478-72960-2.